# Pteropus hypomelanus
Pteropus hypomelanus är en däggdjursart som beskrevs av Coenraad Jacob Temminck 1853. Pteropus hypomelanus ingår i släktet Pteropus och familjen flyghundar. IUCN kategoriserar arten globalt som livskraftig.
Inga underarter finns listade i Catalogue of Life. Wilson & Reeder (2005) skiljer mellan 16 underarter.

## Utseende
Arten når en kroppslängd (med rudimentär eller obefintlig svans) av 18,3 till 24 cm, en underarmlängd av 12 till 15 cm och en vingspann av cirka 121 cm. Honor är med en vikt av 467 till 472 g lättare ä hannar som väger 567 till 576 g. Skenbenet är på baksidan naket vad som skiljer arten från de andra flyghundarna i släktet Pteropus. Pälsens färg varierar mycket mellan olika individer. Pteropus hypomelanus har ofta ett mörkbrunt huvud och på ryggen förekommer ofta en brun till rödbrun färg. Å andra sidan finns individer som är mera silvergrå eller gulaktig på ovansidan. Arten har ganska kort päls på ryggen och en längre päls på buken. Liksom hos flera andra flyghundar förekommer tjock päls kring axlarna vad som liknar en mantel. Även på öronens framsida finns några hår men inte på baksidan. En ljus fläck på bröstet skiljer arten från Pteropus vampyrus.
Denna flyghund är mindre än de flesta andra släktmedlemmar i samma region, men den är större än Pteropus pumilus.

## Utbredning och habitat
Denna flyghund förekommer på flera ögrupper i Sydostasien och i den australiska regionen. Den hittas bland annat på Filippinerna, på Sulawesi och på norra Nya Guinea. Arten vistas i låglandet och i låga bergstrakter upp till 500 meter över havet. Habitatet utgörs av skogar, av jordbruksmark med träd och av trädgärdar.

## Ekologi
Arten vilar i växtlighet och bildar där stora kolonier. Per kull föds det en unge som blir självständig, vilket sker ett år efter födelsen.
Flyghunden letar under natten efter föda och den flyger sällan längre än 8km per natt. Den äter frukter och nektar som den hittar med hjälp av sin utmärkta syn och sitt luktsinne.
Under parningstiden mellan februari och april etablerar hannar ett revir som markeras med vätska från en körteln på strupen. Hannen försöker få kontroll över en grupp med flera honor. Efter parningen bildar honor egna kolonier som är skilda från hannarna. Dräktigheten varar 180 till 210 dagar och ungen väger cirka 10 % av moderns vikt. Ungen diar sin mor i cirka 6 månader.
Några individer i fångenskap har levt upp till nio år.